# Chewore-Inliers
Die Chewore-Inliers (deutsch „Chewore-Enklaven“) sind von phanerozoischen Sedimenten des Sambesi-Grabens umgebene, inselartige Ausbisse des jungneoproterpozoisch (pan-afrikanisch) deformierten Sambesi-Gürtels im Dreiländereck Sambia-Simbabwe-Mosambik.
In den Chewore-Inliers schließen prä-neoproterozoisch deformierte Krustenbereiche auf, die von der Faltung des Sambesi-Gürtels nur schwach beeinflusst wurden. Sie sind deshalb für das Verständnis der präkambrischen Geologie der Region von besonderer Bedeutung.

## Geographische Lage
Die Chewore-Inliers erstrecken sich über eine Fläche von ca. 2000 km², deren Nordhälfte im Südosten der sambischen Provinz Lusaka und deren Südhälfte im simbabwischen Mashonaland liegt. Das Kristallin der Inliers bildet im Gegensatz zu den umgebenden ungefalteten und unmetamorphen Sedimenten des Sambesi-Grabens relativ stark reliefiertes und deutlich höher liegendes Terrain, die Chewore Mountains. Diese werden in einem Durchbruchstal, der Mupata Gorge, vom Sambesi durchquert, der die natürliche Grenze zwischen Sambia und Simbabwe bildet.

## Regionale Geologie
Die Chewores nehmen eine zentrale Position im Ost-West-streichenden Sambesi-Gürtel ein. Die Gesteine der Inliers repräsentieren pan-afrikanisch aufgearbeitete Kruste des älteren, sich nördlich anschließenden Irumide-Gürtels, der ein Teil des Mosambik-Gürtels ist, und archaische Gneise des Nordrandes des Simbabwe-Kratons. Durch Krustendehnung vom jüngeren Perm bis in die Kreide ist das präkambrische Grundgebirge in der unmittelbaren Umgebung der Inliers an Verwerfungen abgesenkt und von Sedimenten entsprechenden Alters überdeckt worden. Die Inliers bilden demnach einen tektonischen Horst.

## Terrane, Gesteine, Metamorphosen
Die Inliers bestehen aus vier Terranen (regionale Krustenblöcke), dem Granulit-, dem Quarzit-, dem Sambesi- und dem Ophiolith-Terran. Die Terrane sind unterschiedlich in ihren Gesteinsbeschaffenheiten und weisen jeweils einen einheitlichen metamorphen Grad auf, der sich jedoch von den anderen Terranen unterscheidet.
Das Ophiolith-Terran ist mit 1393 mya der älteste Block und besteht hauptsächlich aus mafischen und ultramafischen Gneisen, die als Ophiolith- (auf Festland geschobener Ozeanboden) und Inselbogen-Sequenz interpretiert wird. Zusammen mit der Kadunguri Whiteschist- (Weißschiefer) Gruppe repräsentiert es eine Geosutur (Kontaktzone zwischen Erdplatten). Diese Sutur entstand infolge der Accretion der Sequenz mit dem Kongo-SF-Kraton vor oder während der neoproterozoischen Pan-Afrikanischen Orogenbildung.
Die übrigen Terrane sind dominiert von suprakrustalen (an der Oberfläche der Erdkruste aufgeschlossenen) Gneisen und Quarziten verschiedener Ausprägungen, in die granitische Orthogneis-Einheiten (aus magmatischen Quellen umgewandelte Gesteine), 1083 und 1071 mya, intrudierten. Sie unterlagen gleichen tektonisch-thermischen Ereignissen, wie die Niederdruck/Hochtemperatur-Metamorphosen in der s.g. M1-Phase um 1071 bis 1068 und zuletzt 943 mya. Hierdurch wurde das Granulit-Terran komplett während eines tektonischen Transportes von Süden nach Norden rekristallisiert.
Die anderen Terrane rekristallisierten während des Pan-Afrikanischen metamorphen M2-Zyklus um 526 mya durchdringend unter Hochdruck/Mitteltemperatur Einflüssen. Begleitet wurden diese Vorgänge von einem in Nordost- nach Südwest-Richtung verlaufenden tektonischen Transport mit Krustenverdickung. Das Granulit-Terran unterlag während M2-Phase kaum einer Umformung. Jedoch wurden Scherzonengebiete an den Rändern dieses Terrans komplett rekristallisiert.
Der orogene M2-Zyklus kulmunierte mit Zusammenschluss und schneller Hebung der Terrane (Horst-Bildung), wodurch eine Vielzahl von posttektonischen Intrusionen, wie Pegmatite, um 480 mya, auftraten. Zwischen den jeweils angrenzenden Terranen traten duktile (plastische) Schubvorgänge auf.
Pan-Afrikanische suprakrustale Gesteine sind in den Chewore-Inliern nicht vorhanden.